# Payton Pritchard
Payton Michael Pritchard, född 28 januari 1998 i Tualatin i Oregon, är en amerikansk professionell basketspelare (PG/SG) som spelar för Boston Celtics i National Basketball Association (NBA).
Han draftades av Boston Celtics i första rundan i 2020 års draft som 26:e spelare totalt.
Innan han blev proffs studerade Pritchard på University of Oregon och spelade för deras idrottsförening Oregon Ducks.